# Pudermühle
Pudermühle ist ein Gemeindeteil der kreisfreien Stadt Bayreuth im bayerischen Regierungsbezirk Oberfranken. Pudermühle liegt in der Gemarkung Laineck.

## Geografie
Die Einöde liegt an der Warmen Steinach. Ein Anliegerweg führt 100 Meter nördlich nach Friedrichsthal. Südlich, jenseits der Warmen Steinach befindet sich ein Golfplatz.

## Geschichte
Im Jahr 1757 erwarb der Geheime Rat Graf Nicolaus von Löwenhaupt aus Erlangen in Lainecks Oberer Au vier Tagwerk Wiesen. Dort errichtete er eine – auch als Messinghammer oder Drahtmühle bezeichnete – Messingfabrik, in der Draht für die Aufhängung von Glasteilen an Kronleuchtern hergestellt wurden. 1765 stellte er die Produktion um und fertigte in der „Poudre-Fabrique“ fortan Puder für Perücken. 1771 kaufte der Nürnberger Kaufmann Johann Martin Ebermeyer die Mühle und errichtete 1774 daneben eine heute noch existierende Scheune. Nach seinem Tod im Jahr 1782 verpachteten dessen Erben die zum Anwesen gehörenden Grundstücke an verschiedene Lainecker.
Nächste Eigentümer des Anwesens waren von 1788 bis 1791 die Hofagenten Isaac David Seckel und Löw Wolf Seckel. Gegen den Widerstand der anliegenden Mehlmüller wandelten sie die Mühle in eine Getreidemühle um. Der folgende Müller Johann Adam Fischer erhielt 1798 die Erlaubnis zum Betrieb einer Grobschleiferei und Poliererei für die Geschirre von Schmieden und Schlossern, im Jahr darauf dann zudem für eine Schneidmühle. Die Nachkommen Fischers betrieben die Mühle bis zum Jahr 1909.
Gegen Ende des 18. Jahrhunderts bestand Pudermühle aus einem Anwesen. Die Hochgerichtsbarkeit stand dem bayreuthischen Stadtvogteiamt Bayreuth zu. Die Grundherrschaft über die Mühle hatte das Hofkastenamt Bayreuth. Pudermühle gehörte zur Realgemeinde Laineck.
Von 1797 bis 1810 unterstand der Ort dem Justiz- und Kammeramt Bayreuth. Mit dem Gemeindeedikt wurde Pudermühle dem 1812 gebildeten Steuerdistrikt Sankt Johannis und der Ruralgemeinde Laineck zugewiesen.
Nach dem Ersten Weltkrieg wurde die Mühle mit einer neuen Wasserkraftanlage ausgestattet und 1927 eine moderne Turbine zur Stromerzeugung installiert. 1972 wurde der Mühlenbetrieb eingestellt.
Am 1. Juli 1972 wurde Pudermühle im Zuge der Gebietsreform in Bayern nach Bayreuth eingemeindet.

### Einwohnerentwicklung
| Jahr      | 001819 | 001822 | 001861 | 001871 | 001885 | 001900 | 001925 | 001950 | 001961 | 001970 | 001987 |
| Einwohner | *      | 17     | 11     | 8      | 12     | 7      | 6      | 19     | 10     | 4      | *      |
| Häuser    |        | 1      |        |        | 1      | 1      | 1      | 2      | 3      |        | *      |
| Quelle    | [ 8 ]  | [ 6 ]  | [ 9 ]  | [ 10 ] | [ 11 ] | [ 12 ] | [ 13 ] | [ 14 ] | [ 15 ] | [ 16 ] | [ 17 ] |

## Religion
Pudermühle ist evangelisch-lutherisch geprägt und nach St. Johannis gepfarrt.